# Кампокијеза-Паломбара (Мачерата)
Кампокијеза-Паломбара (итал. Campochiesa-Palombara) насеље је у Италији у округу Мачерата, региону Марке.
Према процени из 2011. у насељу је живело 34 становника. Насеље се налази на надморској висини од 388 м.